# Bassaniodes socotrensis
Bassaniodes socotrensis är en spindelart som beskrevs av Pocock 1903. Bassaniodes socotrensis ingår i släktet Bassaniodes och familjen krabbspindlar.
Artens utbredningsområde är Socotra. Inga underarter finns listade.